# تیلور لیلی
تیلور لیلی (انگلیسی: Taylor Lilley؛ زادهٔ ۲۹ فوریهٔ ۱۹۸۸) بازیکن بسکتبال اهل ایالات متحده آمریکا است.
از باشگاه‌هایی که در آن بازی کرده‌است می‌توان به فینکس مرکوری اشاره کرد.